# Карлаг
Карлаг (Карагандинський виправно-трудовий табір) — один з найбільших виправно-трудових таборів 1930–1959 років, підпорядковувався ГУЛАГу НКВС  СРСР. У 1959 році ліквідовано — реорганізований в управління місць ув'язнення МВС Карагандинської області.

## Опис
Табір розташовувався на території Карагандинської області Казахстану. Протяжність території Карлагу з півночі на південь становила близько 300 км, зі сходу на захід близько 200 км. До 1940 року освоєна площа території табору становила 1 780 650 га (178 км²). Адміністративно-господарський центр табору знаходився в селищі Долинське, за 45 км на південний захід Караганди .
Територія табору обслуговувалася двома залізничними лініями:
- Караганда—Балхаш — проходила в східній частині основного масиву і перетинала територію табору з півночі на південь.
- Жарик—Жезказган — розтинала основний масив із заходу на схід.

Усе місцеве населення депортували з «радгоспних» земель в 1931 році, тому на території ВТТ проживав тільки персонал табору, члени їхніх сімей та ув'язнені. Винятки становили:
- Смуга відчуження по лініях залізниць, де проживали залізничники ;
- Селище Долинське, де проживало близько 50 сімейств службовців прокуратури, суду, відділення Держбанку, пошти, школи.

У 1940–1950-х роках корінне населення знову було допущено на необроблювані радгоспом землі. У звітах Карлагу вказувалося, що «місцеве населення» активно допомагає охороні ВТТ в пошуках і затриманні втікачів. У Долинці існує музей Карлагу .

## Виробництво та організація
Однією з цілей організації Карлагу було створення великої продовольчої бази для вугільно-металургійної промисловості Центрального Казахстану :  Карагандинський вугільний басейн, Джезказганський і Балхаський мідеплавильні комбінати.
Для здійснення цієї мети потрібно було вирішити два головні завдання :
- Знайти джерело дешевої робочої сили;
- Забезпечити умови для роботи та проживання.

На початку 1930 під керівництвом наркома А. А. Андреєва і ОГПУ в центральному Казахстані створений радгосп «Гігант». 19 грудня 1930 року на базі радгоспу створений Карагандинський окремий виправно-трудовий табір. Територію Карлагу розбити на 8 відділень. Одночасно на початку 1931 року під головуванням А. А. Андреєва створена спільна з ОГПУ комісія, яка виносить рішення про виселення в Центральний Казахстан 52 тисяч селянських родин.
У лютому-березні 1931 року почалися масові арешти селян по всьому Поволжю, Пензенській, Тамбовській, Курській, Воронезькій, Орловській областях, Харківщині і Оренбуржжя. Масове заселення Центрального Казахстану і створення промислових центрів було неможливо без залізничного сполучення з центральними районами Росії. Перший етап чисельністю 2 567 осіб був відправлений для будівництва залізниці від Акмолінськ до майбутньої Караганди. Дорога була закінчена в рекордно короткі терміни до травня 1931 року.
До початку осені 1931 року план комісії Андрєєва по спецпереселенцях був виконаний і 52 тисячі сімей доставлені в центральний Казахстан. 17 вересня 1931 року наказом ОГПУ СРСР № 527/285 офіційно створений Карагандинський виправно-трудовий табір. 17 грудня 1931 року оголошені штати Карлагу.
Почалося освоєння Центрального Казахстану .
27 липня 1959 року Карагандинський виправно-трудовий табір закритий (реорганізований в УМЗ УМВС Карагандинської області)

### Внутрішній устрій
Управління Карлагу підпорядковувалася ГУЛАГу  ОГПУ — НКВС .
- З 17 вересня 1931 — ГУЛАГ ОГПУ і ПП ОГПУ по Казахстану ;
- З 8 травня 1935 — ОЛТПіМЗ УНКВС Казахської АРСР ;
- З 21 жовтня 1937 — ГУЛАГ НКВС;
- З 17 вересня 1955 — УВТТК МВС Казахської РСР.

В апараті управління були наступні відділи : адміністративно-господарський (АГВ), обліково-розподільний (ОРВ), контрольно- плановий (КПВ), культурно-виховний (КВВ), відділ кадрів (для вільнонайманих), відділ постачання, відділ торгівлі, третій опер-чекістський (Очв), лікувальний, фінансовий, транспортний, політвідділ, спецвідділ, виробничий відділ, відділ землеробства.
Один з найбільших був відділ землеробства.
Крім того, при управлінні табору були створені:
- Сільськогосподарська дослідна станція по рослинництву,
- Науково-дослідна станція по тваринництву.

Обидві станції мали власні експериментальні (дослідні) бази. Діяла постійна експедиція по нагулу худоби. Карлаг мав 19 сільськогосподарських відділень (радгоспів) з підлеглими їм виробничими ділянками і фермами. Крім того, як особливі адміністративні відділення існували: Балхашське відділення (спеціалізувалося на підрядних роботах), Карабаське відділення (пересильний пункт і база постачання), Центральний лазарет.

## Господарська діяльність
В 1932 році зайнято:
- В сільськогосподарському виробництві (радгосп «Гігант») — 8 400 ув'язнених;
- На виробництві ширвжитку — 1 000 ув'язнених.

На 1951 рік питома вага сільського господарства становила — 58,5 % , промисловості — 41,5 %. У сільському господарстві питома вага тваринництва — 48,2 %, рослинництва — 51,8 %.
Земельні площі табору — 2 087 646 га, в тому числі:
- 111 836 га ріллі ;
- 337 570 га сінокосів ;
- 1 378 999 га вигонів .

На 1 січня 1951 року поголів'я худоби становило :
- ВРХ — 26 716;
- Свиней — 6 648 ;
- Овець — 175 613 ;
- Коней — 11 946

За ними доглядали 6 710 робітників.

## Начальники ВТТ
- 1931–1932 — Корінман ? . ? .[5]
- 1932–1933 — Чунтонов М. М.
- 1933–1938 — Лінін О. Г.
- 1938–1939 — Никифоров П. Л.
- 1939–1944 — Журавльов В. П.
- 1944–1949 — Соколов В. П.
- 1949–1951 — Маєвський В. М.
- 1951–1955 — Волков З. П.
- 1955 — Черкашин ? . ? .
- 1955–1956 — Непряхін Д. А
- 1956–1959 — Вітенко І. М.

## Відомі в'язні
- Ярослав Дашкевич
- Гумільов Лев Миколайович,
- Марченко Анатолій Тихонович,
- Капніст Марія Ростиславівна,
- Анна Тімірьова,
- Чижевський Олександр Леонідович,
- Квітка Климент Васильович, чоловік Лесі Українки
- Галицька Артемізія Теофілівна — політична та військова діячка, голова проводу ОУН Буковини та Бессарабії (1943–1944 рр.)